# HD89669
HD89669 — хімічно пекулярна зоря спектрального класу A3, що має видиму зоряну величину в смузі V приблизно  7,0.
Вона  розташована на відстані близько 332,5 світлових років від Сонця.